# Братская могила советских воинов (Уколица)
Братская могила села Уколицы — воинское захоронение с останками воинов Красной Армии, погибших в годы Великой Отечественной войны (1941—1943), решением малого Совета Калужского областного Совета народных депутатов от 22.05.1992 № 76 отнесённое к объектам культурного наследия. 
Братская могила организована в 1956 в центре села, рядом с сельским кладбищем в 300 метрах от средней общеобразовательной школы. По численности захороненных она третья в Ульяновском районе, после села Ефимцево (4317 человек) и деревни Колосово (3666 человек).
За братской могилой ухаживают ученики и учителя Уколицкой основной общеобразовательной школы под руководством директора школы Серова Алексея Александровича.

## Оформление братской могилы
На кирпичном фундаменте (2 м х 2м) возведен метровый постамент. На нём установлена двухметровая групповая скульптура — воинов мужчины и женщины со знаменем, возлагающие венок
В 2001 фасад братской могилы реконструирован.
В 2005 в центре территории братской могилы установлено устройство в виде пятиконечной звезды для зажжения Вечного огня во время проведения митингов.
- Памятник погибшим воинам в селе Уколица
- Фамилии на буквы В, Г
- Фамилии на буквы Б, В
- Фамилии на буквы А, Б

## Численность похороненных
Массовое перезахоронение производилось в период с 1946 по 1956 года с целью укрупнения братских могил. На тот период более половины имен погибших в боях и умерших от ран военнослужащих восстановить не удалось. В ходе работы поисковых отрядов Калужской и других областей (краев, республик), авторского коллектива над Книгой памяти (том 17), посвященной Ульяновскому району Калужской области, и после снятия грифа секретности с отдельных документов воинских частей и отдельных подразделений основное количество фамилий военнослужащих удалось восстановить.
Произведено первичное перезахоронение останков воинов с одиночных и небольших групповых братских могил рядом расположенных населенных пунктов.
Согласно учётной карточке воинского захоронения от 30.08.1991 года учтено 1702 погибших. Неизвестных в могиле согласно учётной карточки нет. Фамилии 23 воинов в списке захоронения повторены дважды за № 90 Архивная копия от 4 октября 2013 на Wayback Machine и 187 Архивная копия от 4 октября 2013 на Wayback Machine; 162 и 186; 170 и 188; 257 и 258, 320 и 333; 376 и 383; 525 и 725; 679 и 687; 642 и 706; 656 и 674; 546 и 619; 552 и 573; 780 и 781; 877 и 887; 868 и 958; 1023 и 1024; 1047 и 1093; 1190 и 1191; 1249 и 1346; 1379 и 1427; 1496 и 1662; 1576 и 1583; 1661 и 1667.
В списке братской могилы по состоянию на январь 2013 года указано 1754 фамилии.
Книга памяти Калужской области имеет список численностью 2963 фамилии, из них 595 человек неопознанные.
- четыре военнослужащих — женщины (Агакулова Лариса Спиридоновна Архивная копия от 4 октября 2013 на Wayback Machine, Полещук Мария Яковлевна Архивная копия от 4 октября 2013 на Wayback Machine, Пронина Евдокия Матвеевна Архивная копия от 4 октября 2013 на Wayback Machine, Роенко Евдокия Савельевна Архивная копия от 4 октября 2013 на Wayback Machine).
- для двух танкистов братской могилой стал танк КВ (Ракитский С. Р. Архивная копия от 4 марта 2016 на Wayback Machine, Рыков И. С. Архивная копия от 4 марта 2016 на Wayback Machine). Ранее не увековечены.
- два брата, воевавшие в составе танкового подразделения и погибшие у села Озеринское 14.08.1942 родом из Татарии. Младший механик-водитель ст.сержант Иванов И. К. Архивная копия от 4 октября 2013 на Wayback Machine и командир орудия старшина Иванов Я. К. Архивная копия от 4 октября 2013 на Wayback Machine. Увековечен в Уколице только один из них (№ 504 Архивная копия от 4 октября 2013 на Wayback Machine).
- самому старшему в захоронении 53 Архивная копия от 2 декабря 2013 на Wayback Machine года, младшему — 18 Архивная копия от 3 декабря 2013 на Wayback Machine лет.